# کیرا نوآر
کیرا نوآر (به انگلیسی: Kira Noir) (زاده ۱۶ ژوئیهٔ ۱۹۹۴)  یک هنرپیشه پورنوگرافی آمریکایی است. او برنده جایزه ای‌وی‌ان برای بهترین بازیگر نقش مکمل زن در سال‌های ۲۰۲۰ و ۲۰۲۱  و جایزه ای‌وی‌ان برای بهترین بازیگر زن سال در سال ۲۰۲۳ است.